# Сорокопуты
Сорокопу́ты (лат. Lanius, от lanius «мясник», «палач», «приносящий жертву») — наиболее многочисленный род птиц семейства сорокопутовых. Большинство видов распространены в Евразии и Африке. Серый сорокопут гнездится в северном полушарии по обе стороны Атлантики, американский жулан обитает исключительно в Северной Америке. В Южной Америке и Австралии род не представлен. На территории России гнездится 9 видов — японский, тигровый, красноголовый, чернолобый, серый и клинохвостый сорокопуты, рыжехвостый, обыкновенный и сибирский жуланы.
Как и другие представители семейства, это небольшого размера птицы плотного телосложения, ведущие хищнический образ жизни. От других воробьинообразных птиц их отличает массивный, сжатый с боков клюв с загнутым в форме крючка надклювьем — такое строение больше характерно для хищных птиц — ястребов, соколов и сов. Ноги, однако, не такие мощные и не снабжены острыми когтями для захватывания добычи. Тем не менее, птицы способны с помощью ног удерживать и переносить небольших животных. Крупная добыча предварительно накалывается на какой-либо острый предмет — шипы растений, колючую проволоку и т. п. После этого перед употреблением в пищу она разрывается на части с помощью клюва. Оперение достаточно рыхлое, может иметь различную окраску, в том числе и яркую. Тем не менее у обитающих в умеренных широтах сорокопутов она более невзрачная, состоит из сочетания чёрных, серых, белых и рыжих тонов. В отличие от других групп сорокопутовых, продольные пестрины в верхней части тела не выражены. У большинства видов половой диморфизм проявляется в более ярком оперении самца. Хвост длиннее крыла, но не более чем на четверть.
Сорокопуты населяют открытые пространства, где их часто можно увидеть сидящими на возвышении с хорошим обзором вокруг — верхушке одиноко стоящего дерева, телеграфном столбе и т. п. Сидящие птицы всегда имеют вертикальную посадку. Приметив добычу, они бросаются за ней, бьют клювом на земле, либо в воздухе. Большинство видов питается преимущественно крупными насекомыми, но также мелкими птицами, рептилиями и млекопитающими. У крупных северных видов, таких как серый сорокопут, основу рациона составляют позвоночные животные, особенно в зимнее время. Гнездятся парами, в остальное время года встречаются лишь поодиночке. Обыкновенный жулан и серый сорокопут — перелётные птицы, остальные ведут оседлый либо кочевой образ жизни.
Представители рода Lanius обитали в Европе 25—30 млн лет назад в нижнем миоцене. Наиболее ранняя ископаемая находка, известная как Lanius miocaenus, была обнаружена в центральной Франции.

## Виды
По данным базы Международного союза орнитологов в составе рода Lanius выделяют 32 вида:
| Изображение | Русское название                 | Научное название      | Распространение |
| ----------- | -------------------------------- | --------------------- | --- |
|             | Желтоклювый сорокопут            | Lanius corvinus       | Африка |
|             | Сорочий сорокопут                | Lanius melanoleucus   | |
|             | Сероспинный сорокопут            | Lanius cabanisi       | южное Сомали, южная и юго-восточная Кения, от берегов озера Виктория до побережья. Северная и восточная Танзания к югу от Дар-эс-Салама                                           |
|             | Сероплечий сорокопут             | Lanius excubitoroides | Бурунди, Камерун, Центральноафриканская Республика, Чад, Демократическая Республика Конго, Эфиопия, Кения, Мали, Мавритания, Нигерия, Руанда, Судан, Танзания и Уганда            |
|             | Пегий сорокопут                  | Lanius dorsalis       | юго-восточный Южный Судан, южная Эфиопия и западное Сомали до северо-восточной Танзании                                                                                           |
|             | Серый сорокопут                  | Lanius excubitor      | Евразия и северная Африка |
|             | Сомалийский сорокопут            | Lanius somalicus      | Джибути, Эфиопия и Сомали, а также в Кения в районе Африканских Великих озёр |
|             | Американский жулан               | Lanius ludovicianus   | южная Канада, прилегающие территории США и Мексики |
|             | Гигантский сорокопут             | Lanius giganteus      | центральный Китай |
|             | Клинохвостый сорокопут           | Lanius sphenocercus   | Китай, Япония, Северная Корея, Южная Корея, Монголия и Россия |
|             | Пустынный сорокопут              | Lanius meridionalis   | южная Европа |
|             | Северный сорокопут               | Lanius borealis       | Северная Америка и Сибирь |
|             | Маскированный сорокопут          | Lanius nubicus        | юго-восточная Европа и в восток Средиземноморья |
|             | Сорокопут Ньютона                | Lanius newtoni        | Остров Сан-Томе, Сан-Томе и Принсипи |
|             | Длиннохвостый сорокопут прокурор | Lanius humeralis      | Африка южнее Сахары |
|             | Сорокопут-губернатор             | Lanius gubernator     | Камерун, Центральноафриканская Республика, Демократическая Республика Конго, Берег Слоновой Кости, Гана, Гвинея-Бисау, Мали, Нигерия, Сенегал, Южный Судан и Уганда               |
|             | Белобровый сорокопут             | Lanius mackinnoni     | Западная и Центральная Африка, включая Анголу, Бурунди, Камерун, Конго, Демократическую Республику Конго, Экваториальную Гвинею, Габон, Кению, Нигерию, Руанду, Танзанию и Уганду |
|             | Рыжеспинный сорокопут            | Lanius souzae         | Ангола, Ботсвана, Республика Конго, Демократическая Республика Конго, Габон, Малави, Мозамбик, Намибия, Руанда, Танзания и Замбия                                                 |
|             | Сорокопут-прокурор               | Lanius collaris       | Африка южнее Сахары |
|             | Чернолобый сорокопут             | Lanius minor          | юг Франции, Швейцария, Австрия, Чехия, Италия, бывшая Югославия, Албания, Греция, Румыния, Болгария и юг России                                                                   |
|             | Красноголовый сорокопут          | Lanius senator        | южная Европа, северная Африка и Ближний Восток |
|             | Бирманский жулан                 | Lanius collurioides   | Бангладеш, Камбоджа, Китай, Индия, Лаос, Мьянма, Таиланд и Вьетнам |
|             | Тигровый сорокопут               | Lanius tigrinus       | Россия, Япония и Китай |
|             | Индийский жулан                  | Lanius vittatus       | Афганистан, Пакистан, Непал и Индия |
|             | Буланый жулан                    | Lanius isabellinus    | Индия |
|             | Обыкновенный жулан               | Lanius collurio       | Западная Европа, восточная и центральная Россия |
|             | Туркестанский сорокопут          | Lanius phoenicuroides | южная Сибирь и центральная Азия |
|             | Филиппинский сорокопут           | Lanius validirostris  | Филиппины |
|             | Сибирский жулан                  | Lanius cristatus      | северная Азия от Монголии до Сибири и в Южной Азии, Мьянма и Малайский полуостров                                                                                                 |
|             | Японский сорокопут               | Lanius bucephalus     | северо-восточный Китай, Корея, Япония и дальневосточная Россия |
|             | Длиннохвостый сорокопут          | Lanius schach         | По всей Азии от Казахстана до Новой Гвинеи |
|             | Тибетский сорокопут              | Lanius tephronotus    | Бангладеш, Индия, Непал, Бутан, Китай |